# Jiří Opavský
Jiří Opavský (nascido em 11 de janeiro de 1931) é um ex-ciclista olímpico tchecoslovaco. Representou sua nação em três eventos nos Jogos Olímpicos de Verão de 1956.